# ميزانية (محاسبة)
الموازنة هي قائمة جميع النفقات والإيرادات المخطط لها. فهي خطة للاقتراض ، والادخار، والإنفاق. يتختلف مفهوم الموازنة عن الميزانية.
[ما هي؟]
== الميزانية ==
الميزانية عبارة عن بيان محاسبي ذو جانبين يظهر في الجانب الأيمن أصول الشركة وفي الجانب الأيسر التزامتها وحقوق مساهميها (في حالة الشركات المساهمة).

## الموازنة
الموازنة مفهوم هام في الاقتصاد الجزئي، والذي يستخدم من بنود الموازنة لتوضيح المفاضلة بين اثنين أو أكثر من السلع. من ناحية أخرى، هي ميزانية الخطة التنظيمية المنصوص عليها في الشروط النقدية. باختصار، فإن الغرض من الموازنة هي : تقديم توقعات للإيرادات (الوارد) والنفقات (المنصرف أو المصروفات)، وهذا هو، بناء نموذج لكيفية أداء أعمالنا قد ماليا إذا نفذت استراتيجيات معينة، والأحداث وخطط الخروج. تمكين بدء التشغيل الفعلي للشركة المالية لتقاس التوقعات.

## ميزانية عمومية
مقال تفصيلي: عملية وضع الميزانية
الميزانية العمومية هي بيان :بأصول الشركة والتزاماتها (أي بموجوداتها ومطلوباتها). ويعد بيان الميزانية العمومية في تاريخ معين، وهو يختلف عن بيان الدخل (income statement) الذي يوجز العمليات المالية التي جرت خلال فترة من الزمن. وتعرف جمعية المحاسبين الأمريكية الميزانية العمومية بأنها " بيان أو ملخص مفصل بالإرصدة الدائنة والمدينة الناجمة بعد إقفال دفاتر الحسابات."